# تششمة (فريمان)
تششمة (بالفارسية: چشمه) هي قرية تقع في قسم فريمان الريفي في إيران. يقدر عدد سكانها بـ 273 نسمة بحسب إحصاء 2016.